# Neurchi
Neurchi est un mot en verlan qui vient de « chineur »  — personne qui aime « chiner », c'est-à-dire découvrir des objets originaux dans les brocantes ; le chineur était à l'origine un professionnel, antiquaire ou brocanteur, qui savait dénicher la perle rare. La communauté neurchi est une communauté francophone née sur le réseau social Facebook qui rassemble des membres autour de thématiques très variées et de la culture du mème,,,. Le mot neurchi est utilisé pour désigner les groupes Facebook de la communauté mais aussi les membres de cette communauté. L'ensemble des neurchis est désigné sous le nom de neurchisphère.

## Description
La grande majorité des groupes neurchi est facilement repérable, car ceux-ci sont nommés selon le même schéma : « Neurchi de [Thème abordé] ». 
La culture du mème est souvent l'élément central des neurchis. Cependant, d'autres sont davantage tournés vers le partage de contenus divers, d'articles de presse ou de débats. Les thèmes des neurchis sont variés : certains partagent des contenus humoristiques, souvent issus de la culture web ou centrés sur l'actualité, tandis que d'autres sont des espaces de discussion, de débat et de partage de conseils. Certains neurchis sont centrés sur des mèmes politiques. Certains neurchis sont consacrés à des œuvres culturelles (films, bandes dessinées), à des personnalités, aux identités régionales à la sexualité ou encore au monde du travail (cf Neurchi de flexibilisation du marché du travail).
En plus de partager la culture internet, neurchi partage sa propre culture, avec ses propres termes, ses propres blagues et son propre vocabulaire. L'humour mêle souvent l'ironie et l'autodérision. Pour le journal Le Monde, « la culture du neurchi est un phénomène majeur de l’Internet francophone ».
Les neurchis sont le plus souvent des groupes fermés : pour y accéder, il est généralement nécessaire d'en faire la demande, d'en accepter les règles et de répondre à une ou plusieurs questions. Les groupes sont gérés par une équipe d'administrateurs et de modérateurs. Ces derniers rédigent les règles du groupe, acceptent ou refusent les candidats, valident les publications des membres, et veillent à la bonne tenue des espaces commentaires en appliquant des sanctions si nécessaire (interdiction de commenter, bannissement temporaire ou définitif). L'une des règles centrales et communes à presque tous les neurchis est l'interdiction des « tags sauvages », c'est-à-dire le fait de mentionner en commentaire un autre utilisateur sans réellement commenter la publication,. Chaque neurchi a ses propres codes humoristiques et ses références.
Dans Neurchi de coupe de France du mème, qui comptabilisait 70 000 membres en en février 2020, les membres étaient 90% à avoir moins de 35 ans, et 80 % à être de genre masculin. Certains groupes les plus populaires rassemblent plusieurs dizaines de milliers de membres. Certains administrateurs ont créé et gèrent plusieurs neurchis différents (parfois des dizaines de groupes). La plupart des administrateurs sont étudiants et ont moins de 25 ans.

## Histoire
Le premier groupe neurchi, « neurchi de mèmes », est né en mai 2016. Il a été créé par Yugnat999, un jeune utilisateur parisien. Les neurchis sont en partie inspirés par les groupes Facebook anglophones reposant sur le même concept de partage de mèmes.  
Dès les premiers mois, d'autres groupes neurchis dérivés ont vu le jour. Fin 2019 - début 2020, une « coupe de France du mème » rassemble plus de 70 000 internautes des différents neurchis.
Neurchi s'est exporté hors de Facebook, sous forme de neurchIRL, qui consistent en des rassemblements de plusieurs membres de neurchi, généralement en soirée[réf. nécessaire]. Il s'est également exporté sur d'autres plateformes.
Ces groupes ont vu naître des projets comme Francheinfo ou Memes Décentralisés, dont les fondateurs sont originaires.

## Analyse et critiques
Les neurchis sont appréciés pour leur côté humoristique, et constituent pour certains utilisateurs une raison pour rester sur Facebook alors même que le réseau social est en perte d'attractivité. Pour Numerama, « les neurchis ont réussi un exploit : ramener de jeunes internautes sur Facebook et en faire un réseau edgy, parfaitement dans les codes sociaux du web ».
Étant des groupes fermés, ils permettent une discrétion plus importante et sont perçus comme des espaces bienveillants. Néanmoins, certains groupes sont peu ou pas modérés et certains mèmes et commentaires racistes, homophobes ou sexistes sont publiés. Des cas de harcèlement ont été également signalés dans certains neurchis, et il y a parfois des rivalités fortes entre administrateurs ou membres de neurchis différents.
Certaines branches de neurchi peuvent échapper à la bienveillance initiale. Ainsi, certains groupes neurchi ont pu être témoins ou acteurs de harcèlements, ou de propagation d'idées extrémistes. Du sexisme est parfois présent dans certains neurchis, qui regroupent des utilisateurs en grande majorité masculins.